# De gelaarsde kat

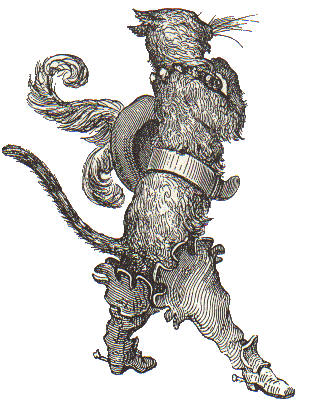
Afbeelding van De gelaarsde kat door Gustave Doré

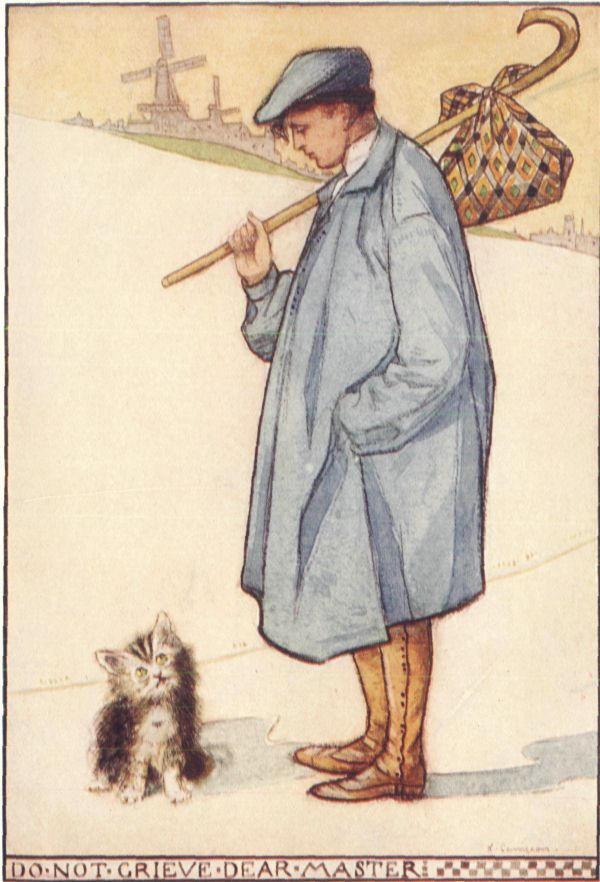
De kat en de jongste molenaarszoon

De gelaarsde kat is een Europees sprookje. De vroegste geschreven versie, voor zover bekend, werd in de eerste helft van de zestiende eeuw gepubliceerd door Giovanni Francesco Straparola.
Veruit de bekendste versie van het verhaal is echter die van de Franse schrijver Charles Perrault, gepubliceerd in 1697 als onderdeel van diens verzameling Sprookjes van Moeder de Gans.

## Verhaal
Het verhaal gaat over de verdeling van de nalatenschap van een eenvoudige molenaar, die aan zijn drie zoons alleen de molen, een ezel en een kat naliet. De oudste zoon erfde de molen, de tweede zoon een ezel. Voor de jongste zoon bleef alleen de kat uit de graanschuur over. De kat bleek echter intelligent en inventief te zijn, en vroeg zijn meester om een paar laarzen en een zak. Nadat hij van de molenaarszoon een paar laarzen had gekregen, ving hij een konijn. Vervolgens begaf de gelaarsde kat zich met het konijn naar het koninklijk hof en verlangde de koning zelf te spreken.
Hij zei: "Sire, ik breng U een konijn uit het gebied van de Markies van Carabas", want zo had de kat de jongste zoon van de molenaar betiteld. Na de overhandiging van een paar patrijzen en ander klein wild, altijd namens de Markies van Carabas, kwam de gelaarsde kat voldoende in de gunst van het hof om aan de weet te komen wanneer de koning en zijn mooie dochter de weg naar de rivier zouden opgaan. Hij vroeg alle boeren langs de route om tegen de koning te zeggen dat het land toebehoorde aan de Markies van Carabas.
"Als je doet zoals ik zeg", zei de gelaarsde kat tegen zijn meester, "zul je je fortuin maken. Je hoeft alleen maar te gaan baden in de rivier op de plaats die ik je zal aanwijzen. Laat de rest maar aan mij over."
Zo kwam het dat, toen de koninklijke stoet de rivier naderde, de kat uitriep: "Help, help, de Markies van Carabas verdrinkt!" De naakte, natte molenaarszoon werd uit het water gered, in koninklijke gewaden gewikkeld en in de koninklijke koets gezet. Het verhaal ontwikkelt zich op de verwachte wijze en de mooie dochter en de "Markies" leefden lang en gelukkig.
De kat bewees zijn eigenaar overigens meerdere diensten. Zo is er het verhaal van de oger, wiens kasteel de kat voor de markies had bestemd. De kat overtuigde de menseneter ervan zich in een muis te veranderen, die de kat vervolgens opat.
De kat werd een zeer gerenommeerde persoonlijkheid in de huishouding van de markies en hoefde niet langer muizen te vangen, behoudens dan voor zijn vermaak.

## Afbeeldingen

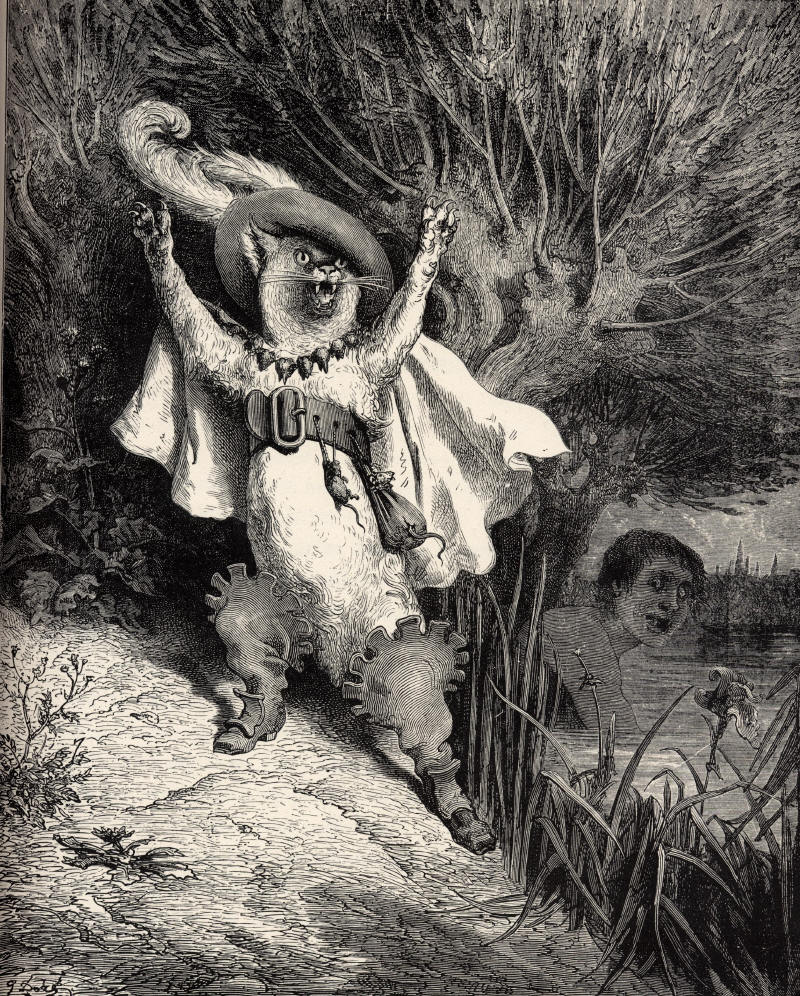
Help, de markies van Carabas verdrinkt...Illustratie door Gustave Doré
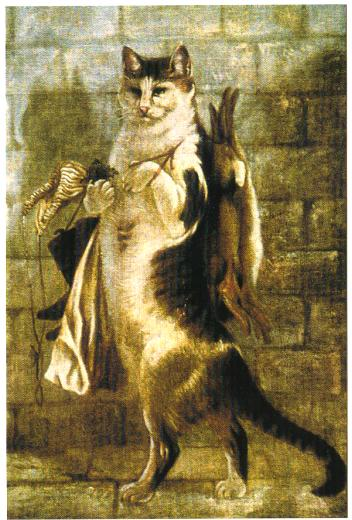
De gelaarsde kat
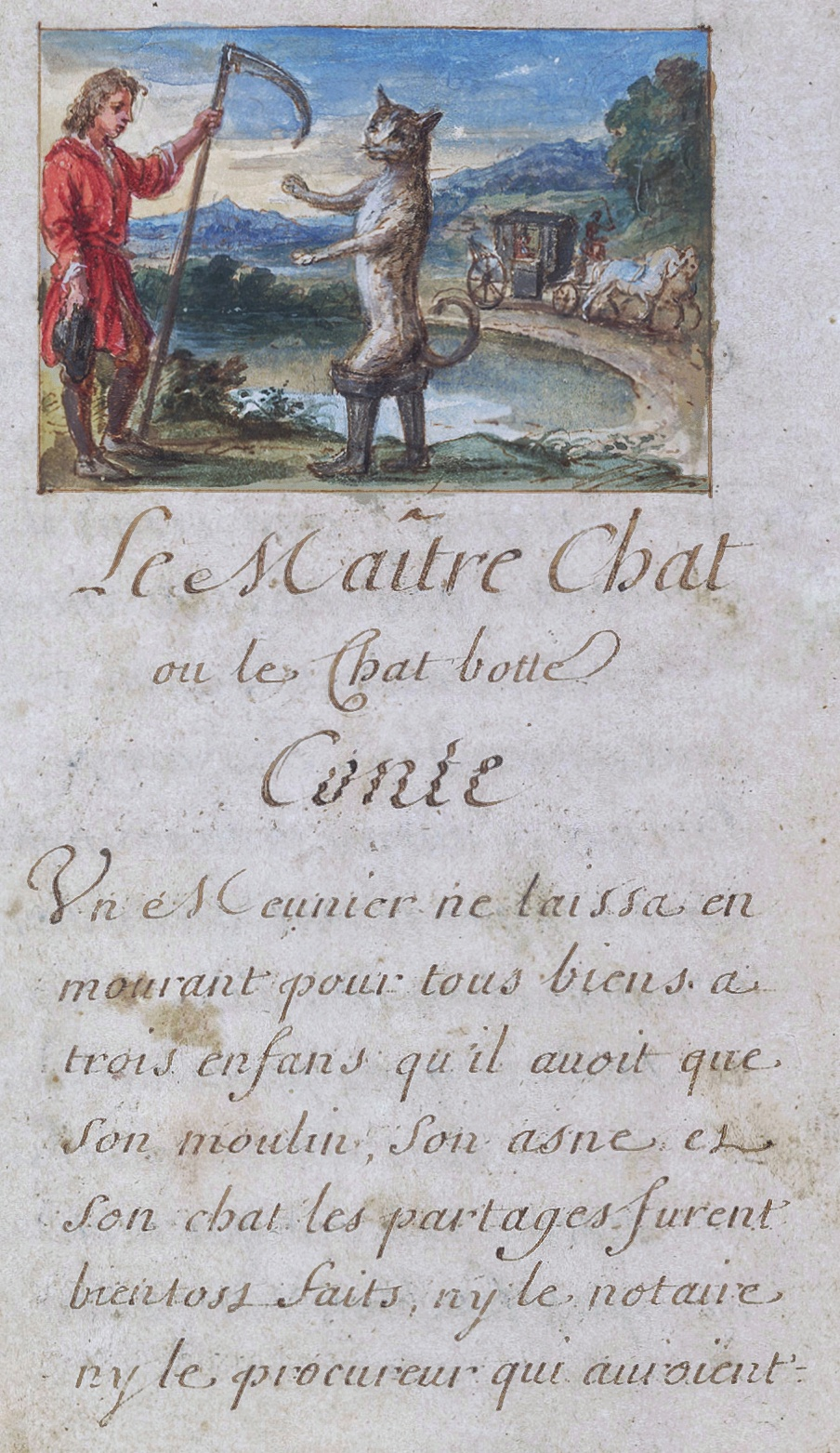
De gelaarsde kat in een handgeschreven versie van Charles Perraults Contes de ma mère l'Oye
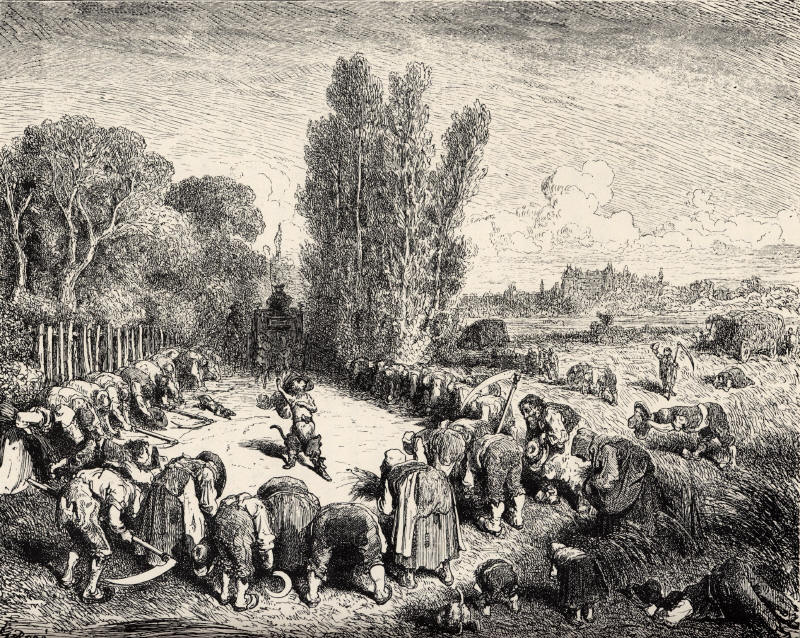
De gelaarsde kat vraagt de boeren om een gunst. Illustratie door Gustave Doré
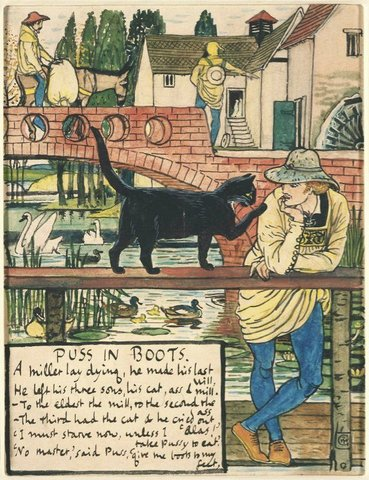
De eerste zoon krijgt de molen, de tweede de ezel en de derde de kat
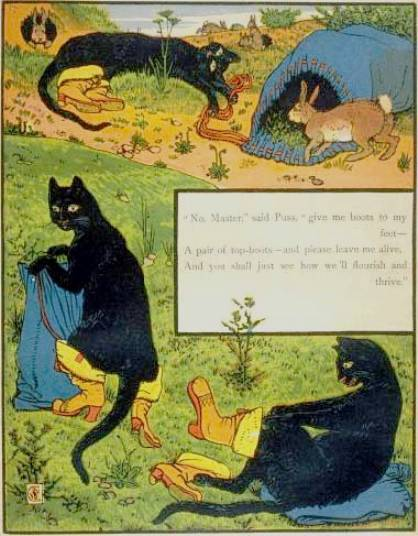
De kat vraagt om de laarzen
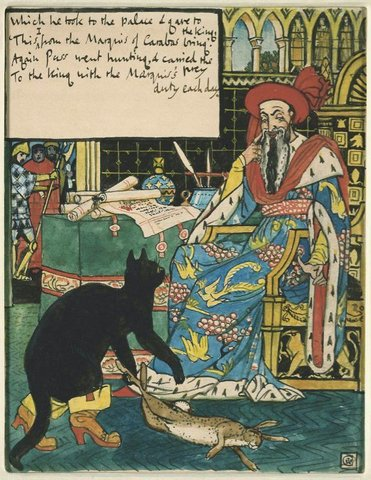
De kat gaat naar de koning
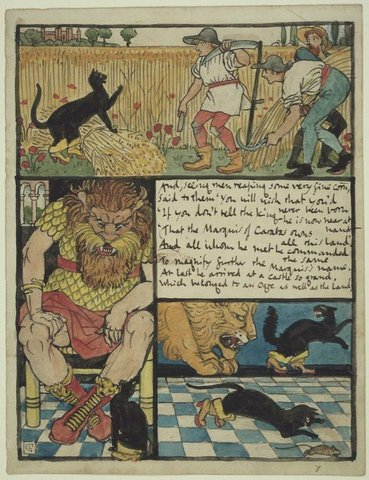
De kat vertelt over de oger
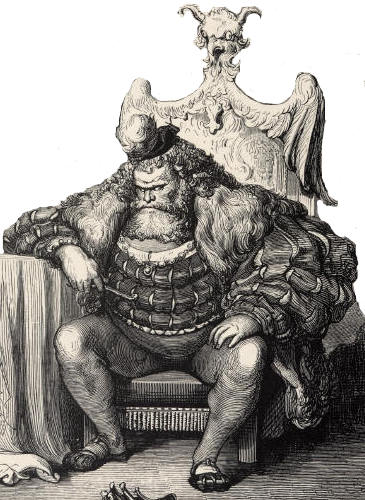
De oger door Gustave Doré
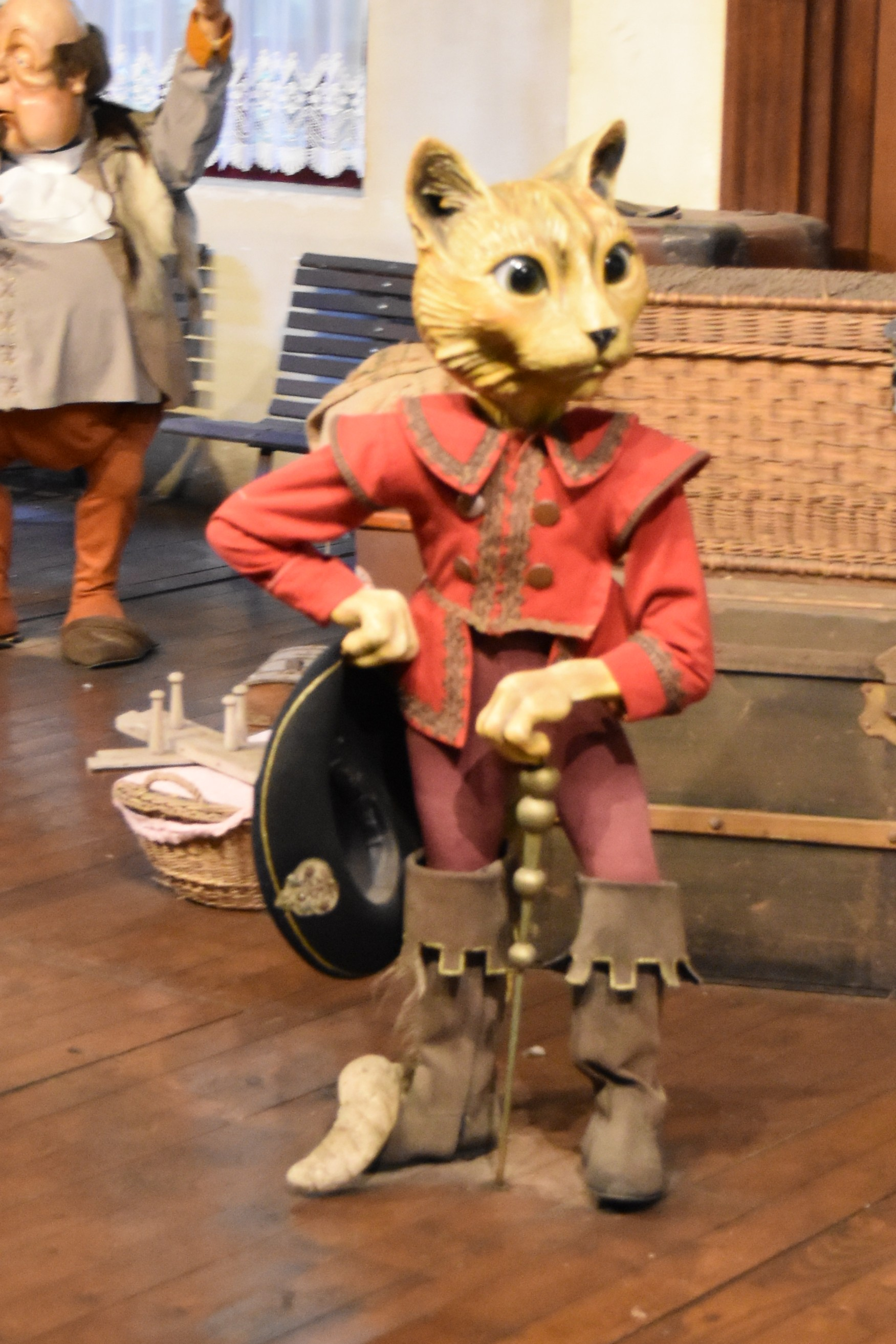
De gelaarsde kat in het Sprookjesstation in de Efteling

## Moraal
Zoals in zijn andere sprookjes laat Perrault het verhaal volgen door een moraal, in dit geval twee. De eerste stelt dat ondernemendheid en savoir-faire meer waard zijn dan verworven bezit. De tweede dat voorkomen en jeugdigheid niet vreemd zijn aan het opwekken van liefde. Dit heeft aanleiding gegeven tot heel wat interpretaties. W.F. Hermans zag het anders. In zijn essay Antipathieke romanpersonages schreef hij:
Iedere verteller hypnotiseert zijn publiek. Het kind dat het sprookje van de Gelaarsde Kat krijgt te horen, waarin een kat zijn eigenaar met brutaliteit, moord en bedrog schatrijk maakt, protesteert niet. De kat en zijn baas worden voorgesteld als sympathieke niet-sterken die slim moeten zijn; hun slimheid is een deugd en de deugd wordt beloond. Moraal: geen misdaad is de zwakke ongeoorloofd. Maar deze moraal formuleert niemand hardop. Wie het toch zou doen is een spelbreker.

## Achtergronden
- Vergelijk met De arme molenaarsknecht en het katje.
- De menseneter is in de oude verhalen een oger; dit werd in het Nederlands echter vertaald met reus of menseneter. Shrek is een moderne oger.
- De Bakeneko kan ook rechtop lopen, spreken en zijn eigenaar tot grote dienst zijn.

## De Gelaarsde Kat als filmster
- Sinds Shrek 2 speelt De Gelaarsde Kat een grote rol in de Shrek-films. Het is De Gelaarsde Kat met een tikkeltje Zorro. Zijn stem wordt ingesproken door Antonio Banderas. In 2011 kreeg de Shrek-versie van de kat ook een eigen film: De gelaarsde kat. En in 2022 het vervolg daarop: De Gelaarsde Kat 2: De Laatste Wens.

## Voetnoten
1. ↑  Willem Frederik Hermans, Het sadistische universum, 1970, p. 117-118